# ジャスワント・シング
ジャスワント・シング（Jaswant Singh, 1629年12月26日 - 1678年11月28日）は、北インドのラージャスターン地方、マールワール王国の君主（在位：1638年 - 1678年）。ムガル帝国の政治家・武将でもある。また、非常に文才にすぐれた人物でもあり、『シッダーント・ボード』（Siddhant-bodh）、『アーナンド・ヴィラース』（Anand Vilas）、『バーサー・ブサン』（Bhasa-bhusan）を著した。

## 生涯

### 幼少期・青年期
1629年12月26日、マールワール王ガジ・シングの息子として生まれた。
1638年5月6日、父王ガジ・シングの死により、8歳でマールワール王となった。
1654年1月6日、ムガル帝国の皇帝シャー・ジャハーンより、大王を意味するマハーラージャの称号が授けられた。

### 皇位継承戦争において

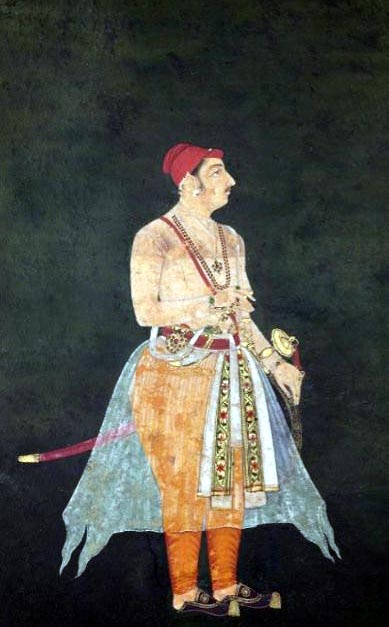
ジャスワント・シング

1657年9月、皇帝シャー・ジャハーンが重病となり、四人の皇子が皇位継承戦争を起こすと、ジャスワント・シングは友人であったダーラー・シコーに味方した。ジャスワント・シングはアンベール王ジャイ・シングに引けを取らぬほどの勇猛な武将として知られ、彼ともう一人の武将カーシム・ハーンはダーラー・シコーも軍司令官を任された。
1658年4月15日、ジャスワント・シングとカーシム・ハーンはダーラー・シコーの命により、アウラングゼーブとムラード・バフシュの軍勢とウッジャイン近郊で戦闘を交えた（ダルマートプルの戦い）。戦闘はジャスワント・シングとその軍が勇猛に戦ったため、緒戦はダーラー・シコー軍が有利だったが、ムラード・バフシュに怯えたカーシム・ハーンが逃げたため、彼に一気に負担がかかった。
その結果、ジャスワント・シングの率いる軍勢は敗れ、手勢のラージプートらはほとんどが死亡し、命からがら戦場を逃げざるを得なかった。彼の受けた損害はあまりにも大きかったため、アーグラに戻ることができず、自身の領地であるマールワールへと逃げなければならなかった。彼が戦場に連れてきた7,000人あるいは8,000人の軍勢が王国へと戻った時には500人から600人になっていた、とフランソワ・ベルニエは述べている。
ところが、ジャスワント・シングが首都ジョードプルに戻ったとき、その妃が彼の入城を拒否するという思わぬ事態が発生した。この妃はラージプートの中でも誇り高きメーワール王国の一族の娘で、自分の夫が戦場で負けてきたという事実が受け入れられなかった。
ジャスワント・シングの妃は「城門を閉じよ、その破廉恥漢を中へと入れてはならない」と命じ、ジャスワント・シングをねぎらうどころか締め出した。さらに妃は、「その男は私の夫ではない、会おうとは思わぬ。マハーラーナーの婿はそのような卑しい心を持つはずがない。これほどの名門の人となったからには、その美風を見習う務めがあることを、よく思い出してもらわなければならない。つまるところ、勝か死ぬか、どちらかにすべきだ」とまで言うありさまだった。
だが、ジャスワント・シングの妃の気持ちはすぐに変わり、薪を持ってくるように命じ、「わが身を焼いて死にたい。私は騙されているのだ。夫は死んだに違いない。そうでないはずがない」と言う。そしてしばらくすると、妃はまた怒りだして夫をののしり始め、会おうとすらしなかった。
こうした状況が8日か9日続いたところで、ようやく妃の母親がやってきて、「ラージャ（ジャスワント・シング）は元気を回復すれば、すぐさま軍勢を立て直し、アウラングゼーブと戦って、名誉の回復を図るだろう」と説得にあたった。
結局、ジャスワント・シングはこうした混乱から軍勢を立て直せず、ジョードプルに引き籠っていた。ダーラー・シコーは何通もの手紙を送り、軍資金も提供した。
ジャスワント・シングはアジュメール近郊までのろのろと進軍し、提供された軍資金で軍を集め、メーワール王国の君主が到着するのを待った。だが、メーワール王国はアウラングゼーブが提示した条件ですでに合意していたため、味方にはならなかった。
同年5月29日、ダーラー・シコーとアウラングゼーブ・ムラード・バフシュ連合軍との間でサムーガルの戦いが勃発したが、ジャスワント・シングは参加することが出来ず、戦闘後にアウラングゼーブと和議を結んだ。また、シャー・ジャハーンはアーグラ城に幽閉された。
だが、1659年1月にジャスワント・シングはアウラングゼーブがシャー・シュジャーとカジュハで戦っているとき（カジュハの戦い）にその後衛の軍を襲って物資を略奪したりするなど、ダーラー・シコーをひそかに支援していた。だが、アウラングゼーブが策を使ってシャー・シュジャーを破ると、ジャスワント・シングは自分の形成が不利であることを悟り、略奪品のみに満足して急ぎアーグラへと引き上げた。
ジャスワント・シングがアーグラに到着すると、町は騒然となった。アーグラの町ではシャー・シュジャーが勝利し、アウラングゼーブとミール・ジュムラーは捕虜となったという噂が立っていたのである。また、ジャスワント・シングが裏切っているとの噂もあり、市場に現れた彼を見て、アーグラの長官であったシャーイスタ・ハーンは毒を飲んで自殺しようとし、女官らに止められた。
ジャスワント・シングは何かを企てるようなこともしなかったので、あえて長居せずすぐに所領に引き上げ、アーグラには少し立ち寄った程度だった。フランソワ・ベルニエは、ジャスワント・シングがアーグラに暫く留まってシャー・ジャハーンの解放ために大胆な脅しや約束を使うなど精力的に動いていれば、シャー・ジャハーンは解放されたかもしれない、と述べている。
また、ジャスワント・シングは所領に戻ったのち強力な軍隊を仕立て上げ、ダーラー・シコーに「できるだけ早くアーグラに向かうように、自分は途中で合流する」、という旨を送った。しかし、その約束は実行されなかった。ジャスワント・シングはジャイ・シングから「落ちぶれたダーラー・シコーに味方するよりは、アウラングゼーブに味方した方がよい。また、アウラングゼーブが決して容赦しないだろう」「ラージプート同士の血を流すべきではない。ヒンドゥー全員、異教徒全体にかかわる問題であり、異教徒全体が危険にさらされる」と脅迫し、また「ダーラー・シコーの問題に関知しないなら、アウラングゼーブは赦しを与え、私が保証する」といった内容の手紙を何度も受けた。
結局、ジャスワント・シングは所領に退去し、アウラングゼーブに帰順するところとなった。その後、ダーラー・シコーは捕えられ、同年8月30日にデリーで処刑された。1660年にはシャー・シュジャーもアラカン王国へと逃げ、ムラード・バフシュも処刑され、皇位継承戦争は事実上終結した。

### アウラングゼーブとの対立と死

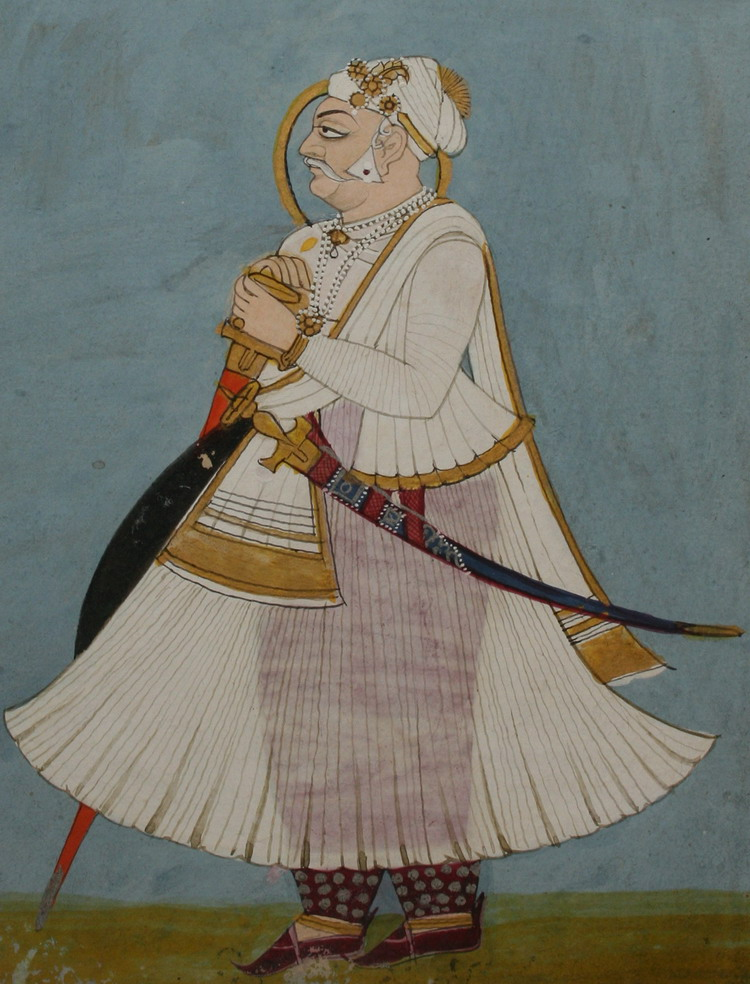
晩年のジャスワント・シング

だが、ジャスワント・シングはアウラングゼーブに帰順したものの、両者の対立は長く続くこととなった。
ジャスワント・シングは戦争後、マールワー、グジャラート、ペシャーワルなどの太守を歴任したが、彼の領土であるマールワール王国はアウラングゼーブに付け狙われた。
1667年5月8日、ジャスワント・シングの息子プリトヴィーラージ・シングは、アウラングゼーブが贈った毒を仕込んだ衣装を着たことで死亡した。ジャスワント・シングは有能な後継者でもあったプリトヴィーラージ・シングが暗殺されたことで、大きなショックを受け、それを乗り切ることが出来なかったという。
1678年11月28日、ジャスワント・シングはペシャーワル近郊のジャムルードで死亡した。北西方面のアフガン勢力に対しての問題を処理していたさなかであった。

## 死後のマールワール王国
アウラングゼーブはジャスワント・シングの死を聞くと、ジャスワント・シングの後継者がいないことに理由に直ちにその王国の併合を宣言した。
だが、ジャスワント・シングには妊娠中の妻がおり、同年2月19日に彼女は男子を出産し、彼はアジート・シングと名付けられた。この男子の相続権が帝国に請求されたが、アウラングゼーブはこれを認めず、ジャスワント・シングの兄アマル・シングのインドラ・シングに王位を与えた。
こうして、同年4月にアウラングゼーブがジズヤを復活したのも相まって、マールワール王国の住民らはドゥルガー・ダース・ラートールに率いられて蜂起し、メーワール王国の支援も受けて長期の戦闘に突入した（第二次ムガル・ラージプート戦争）。